# Дзьобак, Лидия Дмитриевна
Лидия Дмитриевна Дзьобак (род. 20 апреля 1948, Челябинск) — советская и российская балерина и балетмейстер-постановщик, народная артистка РСФСР (1978).

## Биография
Лидия Дмитриевна Дзьобак родилась 20 апреля 1948 года в Челябинске, РСФСР, СССР, в рабочей семье. Родители будущей артистки работали на Челябинском тракторном заводе. Увлекаться балетом начала в детстве, а позже стала заниматься в балетной студии. 
В возрасте 17 лет начала работу в Чувашском ансамбле песни и танца,  в 1966 году пришла в Красноярский ансамбль танца Сибири, где служила до 1992 года. Одной из самых известных работ артистки стала роль в номере «Валенки», который был создан в 1970 году Михаилом Годенко. Вместе с ансамблем часто выступала с гастролями. В 1978 году Лидия Дмитриевна была удостоена почётного звания «Народная артистка РСФСР».
С 1992 года —  балетмейстер-репетитор Красноярского ансамбля танца Сибири имени М. С. Годенко. Благодаря усилиям Лидии Дмитриевны Дзьобак, «Валенки» и множество других популярных номеров были возвращены в программу.
В настоящее время Лидия Дмитриевна является главным балетмейстером, художественным руководителем и постановщиком Красноярского государственного академического ансамбля танца Сибири имени М. С. Годенко. Ансамбль часто гастролирует по городам России.

## Награды
- Орден Дружбы (20 июля 2023) — за вклад в развитие отечественной культуры и искусства, многолетнюю плодотворную творческую деятельность[4]
- Народная артистка РСФСР (1978)
- Заслуженная артистка РСФСР
- Заслуженная артистка Грузинской ССР